# Lógica diodo-resistor

En una puerta de diodos OR, el voltaje de salida es alto si al menos un voltaje de entrada está en alto. El voltaje de salida es bajo si todos los voltajes de entrada están a baja.

La lógica de diodos (DL) o lógica diodio-resistor construye puertas lógicas booleanas a partir de diodos trabajando como conmutadores operados eléctricamente. Aunque la lógica de diodos tiene como principal ventaja su simplicidad, la falta de una etapa amplificadora en cada puerta limita su aplicación. Además, no se pueden implementar todas las funciones lógicas exclusivamente en la lógica de diodos; las puertas de diodos solo pueden realizar las funciones no-inversoras AND y OR. Si se colocan varias puertas con lógica de diodos en cascada, los niveles de voltaje en cada etapa cambian significativamente, por lo que se suelen usar en aplicaciones de una etapa.

## Puerta AND

En una puerta de diodos AND, el voltaje de salida es alto si todos los voltajes de entrada son altos. El voltaje de salida es bajo si al menos uno de los voltajes de entrada es bajo.

### Idea básica
Las puertas AND se implementan por conmutadores conectados en series normalmente abiertos. Así que, la puerta de diodos AND debería implementarse mediante diodos conmutadores en serie (como una puerta NMOS AND que se implementa con series de transistores conectados). Sin embargo, en contraste con los transistores, los diodos son elementos conmutadores con dos terminales, en los que la entrada y la salida no están separadas sino que son la misma. Como resultado, los diodos conectados en serie no pueden ser controlados por fuentes de voltaje con la entrada a tierra. Para resolver este problema, las puertas de diodos AND se construyen de la misma forma que las puertas de diodos OR - mediante conmutadores de diodos conectados en paralelo. Sin embargo, para obtener una función AND en lugar de una OR de acuerdo a la Leyes de De Morgan, las variables lógicas de entrada y salida están invertidas:
Y = NOT (NOT (X1) OR NOT (X2)) = NOT (NOT (X1 AND X2)) = X1 AND X2,
donde X1 y X2 son dos variables de entrada lógicas; Y es la variable de salida.
Es más, la puerta lógica de diodos AND es una puerta de diodos OR modificada: la puerta AND es en realidad una puerta de diodos OR con la entrada y la salida invertidas.

## Lógica no inversora
La lógica de diodos es no inversora en ambas configuraciones OR y AND: una puerta de diodos OR es no verdaderamente inversora (Y = X en el caso de una puerta OR de una entrada) mientras que una puerta de diodos AND es no inversora porque es doblemente inversora (Y = NOT ((NOT (X)) = X en el caso de una puerta AND de una entrada - véanse las consideraciones arriba). La puerta de diodos AND sería inversora si la caída de voltaje en la resistencia se tomase como una salida aunque la carga no iría a tierra en este caso.

## Aplicaciones
Las puertas con lógica de diodos se usaron para fabricar las puertas con lógica diodo-transistor (DTL) como circuitos integrados.
Las salidas de los CIs convencionales (con etapas de salida complementarias) nunca deben conectarse juntas directamente ya que se comportan como fuentes de voltaje. Sin embargo, los diodos se pueden usar para combinar dos o más salidas digitales (alto/bajo) a partir de un CI tal como un contador. Esta conexión lógica puede ser una manera útil de producir funciones lógicas sencillas sin usar puertas lógicas extra.